# Mi xian

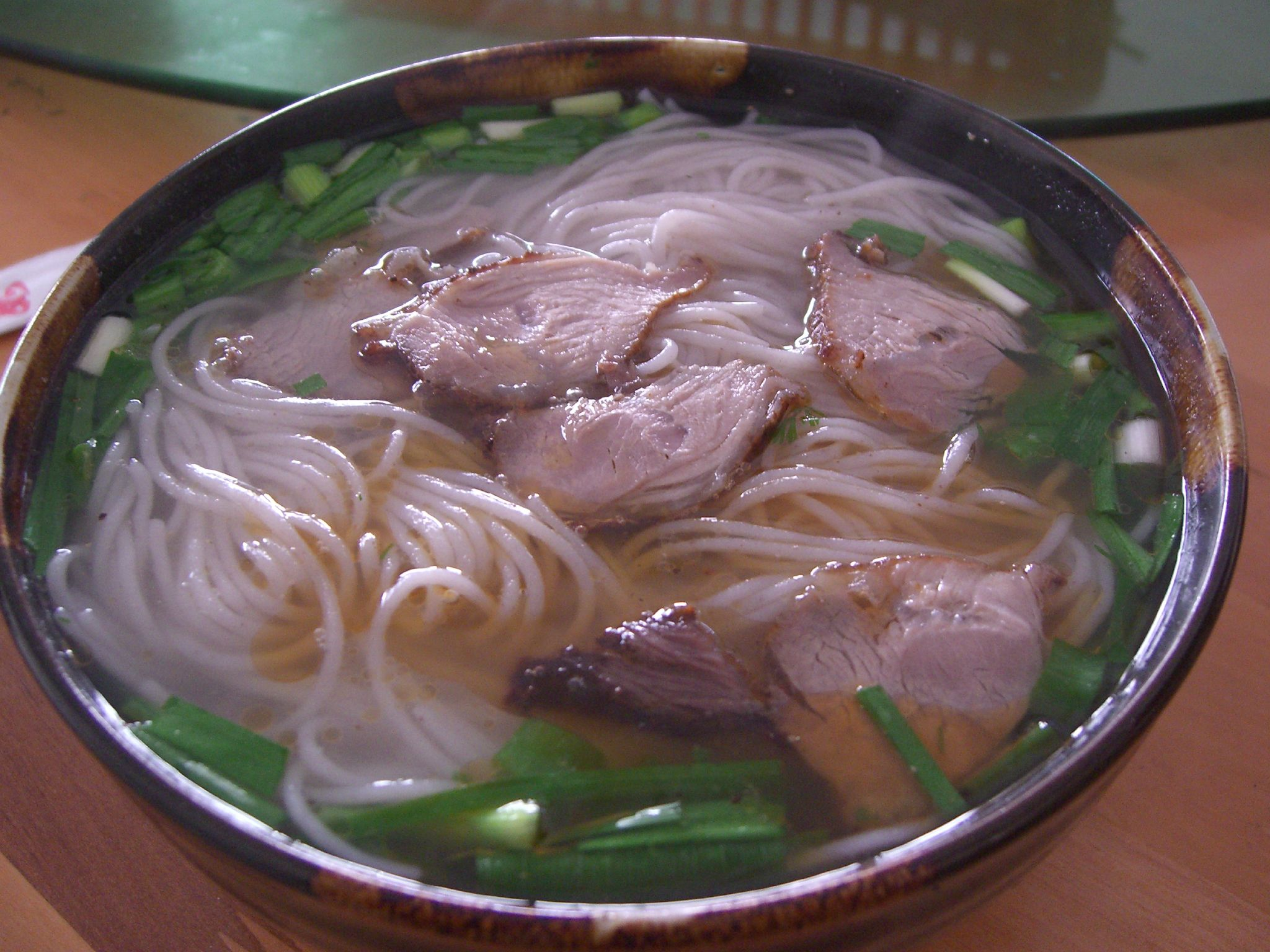
Fideos mi xian servidos en caldo de cerdo con carne cortada, cilantro y achicoria.

Los mi xian (en chino, 米线; pinyin, mǐ xiàn) es un tipo de fideo de arroz procedente de la provincia de Yunnan en China. Se hace con arroz normal (no glutinoso), y suele venderse fresco en lugar de seco.
Se sirve de varias formas, siendo una famosa el guo qiao mi xian (en chino, 过桥米线; pinyin, guòqiáo mǐ xiàn; literalmente, ‘fideos de arroz cruzando el puente’), que suele considerarse el plato más conocido de Yunnan.
El proceso de elaboración de los fideos mi xian en Yunnan es único, incluyendo una fermentación, y se distinguen dos tipos de sabor diferentes: ganjiang mi xian y suanjiang mi xian. Los mi xian frescos tienen un arome fragante, diferente al de otros tipos de fideos de arroz de China y Asia. El mi xian es muy popular en la provincia de Yunnan, pudiéndose encontrar en cada calle de la capital y en cada pueblo de la provincia.